# Trämask

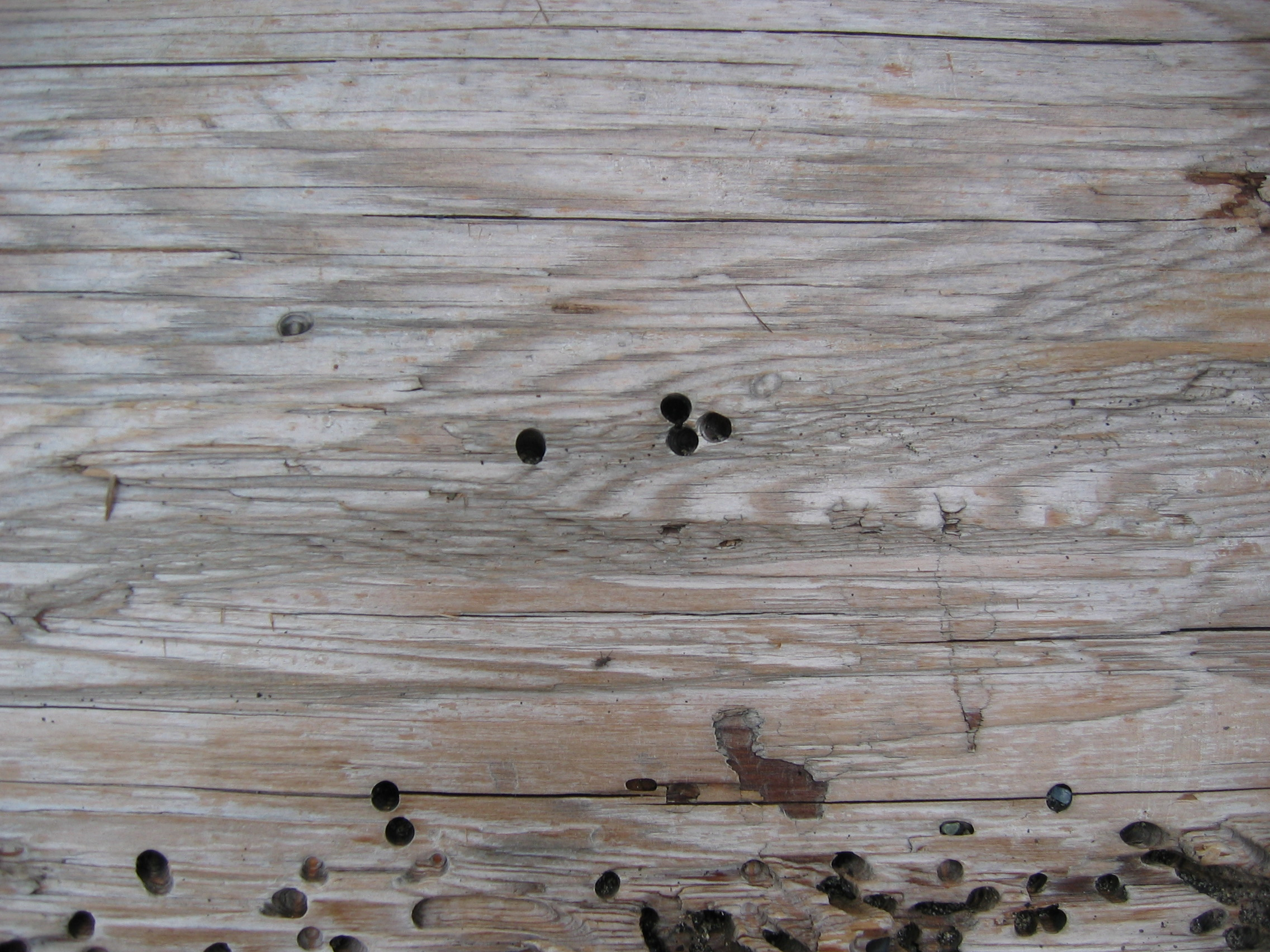
Maskätet trä

Trämaskar, eller ormask, är inte en specifik art utan ett flertal larver som lever i bark och ved. De tillhör olika arter av skalbaggsfamiljen trägnagare.

## Arter
- Platypodidae, Scolytidae
- Mjuk trägnagare (Ernobius mollis)
- Strimmig trägnagare (Anobium punctatum)
- Skäckig trägnagare (Xestobium rufovillosum)
- Husbock (Hylotrupes bajulus)
- Lyctus brunneus
- Vivlar (Pentarthrum huttoni, Euophryum confine)

## Manifestation
Tecken på träborstmask består vanligtvis av hål i trävirket med levande parasiter, med pulver (avföring) synligt runt hålen, så kallad frasse. Hålen varierar i storlek, men är vanligtvis 1 till 1,5 mm i diameter för de vanligaste inhemska arterna, även om de kan vara mycket större när det gäller den inhemska långhornade skalbaggen. Vuxna skalbaggar som kommer ut ur trä kan också hittas under sommarmånaderna.
Vanligtvis lägger vuxna skalbaggar sina ägg på eller strax under ytan på ett träföremål. Larverna äter sedan av träföremålet och orsakar både strukturella och kosmetiska skador. De puppar sig och kläcks som skalbaggar, som sedan förökar sig, lägger ägg och upprepar processen och orsakar ytterligare skador.
Eftersom dessa skalbaggar är vana vid att äta ruttnande trä i skogar föredrar de flesta larver träföremål med högre fukthalt än vanliga hushållsartiklar.

## Behandling
Beroende på art bekämpas angrepp av snytbagge vanligtvis med insekticider. Vissa sjukdomar som orsakas av Weini's woodworm (Ernobius mollis) kräver dock ingen behandling alls, eftersom insekten dödas under timmeravverkningen. Endast aktiva angrepp kräver behandling, så det är viktigt att säkerställa att angreppet fortfarande är aktivt innan behandling påbörjas. Det är också lämpligt att undersöka och åtgärda eventuella fuktproblem, eftersom torrt trä vanligtvis inte angrips och trä som förblir fuktigt kan angripas igen senare.